# Нови Јужни Велс
Нови Јужни Велс (НЈВ; енгл. New South Wales, NSW) аустралијска је савезна држава са 6.817.100 становника, што је чини најмногољуднијом савезном државом Аустралије. Налази се северно од Викторије и јужно од Квинсленда. Главни и највећи град у Аустралији је Сиднеј са 4.254.900 становника. Основана је 1788. и одмах је прикључена Аустралији. Имала је исти положај као и остале чланице. Током 19. века за време колонијалних освајања британске морнарице, убрзо је пала под власт енглеске круне. Заједно са Викторијом, Квинслендом, Тасманијом, Северном територијом и Новим Зеландом чинила је колонију под управом Уједињеног Краљевства.

## Историја
Археолошке ископине са подручја Новог Јужног Велса су доказала да је на острву пре 6.000 година постојало прво насеље. Абориџини прастановници Новог Јужног Велса. Европљани су Нови Јужни Велс открили средином 1770, када је капетан Џејмс Кук пловио аустралијском источном обалом.

## Демографија
| 2016.     |
| --------- |
| 7.739.274 |

Са 6.817.100 становника, Нови Јужни Велс представља најнасељенији део Аустралије. Упоређујући са подацима из 2003, 2006. године забележен је раст од 38.700 људи. То показује да на годишњем нивоу популација расте за 0,6%. То је значајан пад с обзиром да је у последњих 10 година раст био око 1,1%.
Око 60% целокупног становништва Новог Јужног Велса живи у Сиднеју - преко 4.254.900 становника.

### Највећи градови
| Сиднеј Њукасл | 1.  | Сиднеј         | 4.605.992 | Вулонгонг Вога Вога |
| Сиднеј Њукасл | 2.  | Њукасл         | 540.002   | Вулонгонг Вога Вога |
| Сиднеј Њукасл | 3.  | Вулонгонг      | 288.101   | Вулонгонг Вога Вога |
| Сиднеј Њукасл | 4.  | Вога Вога      | 56.540    | Вулонгонг Вога Вога |
| Сиднеј Њукасл | 5.  | Кофс Харбор    | 52.014    | Вулонгонг Вога Вога |
| Сиднеј Њукасл | 6.  | Темворт        | 46.751    | Вулонгонг Вога Вога |
| Сиднеј Њукасл | 7.  | Порт Маквори   | 43.791    | Вулонгонг Вога Вога |
| Сиднеј Њукасл | 8.  | Оринџ          | 39.480    | Вулонгонг Вога Вога |
| Сиднеј Њукасл | 9.  | Дабо           | 36.920    | Вулонгонг Вога Вога |
| Сиднеј Њукасл | 10. | Наура-Бомадери | 34.444    | Вулонгонг Вога Вога |